# Tomeka Reid

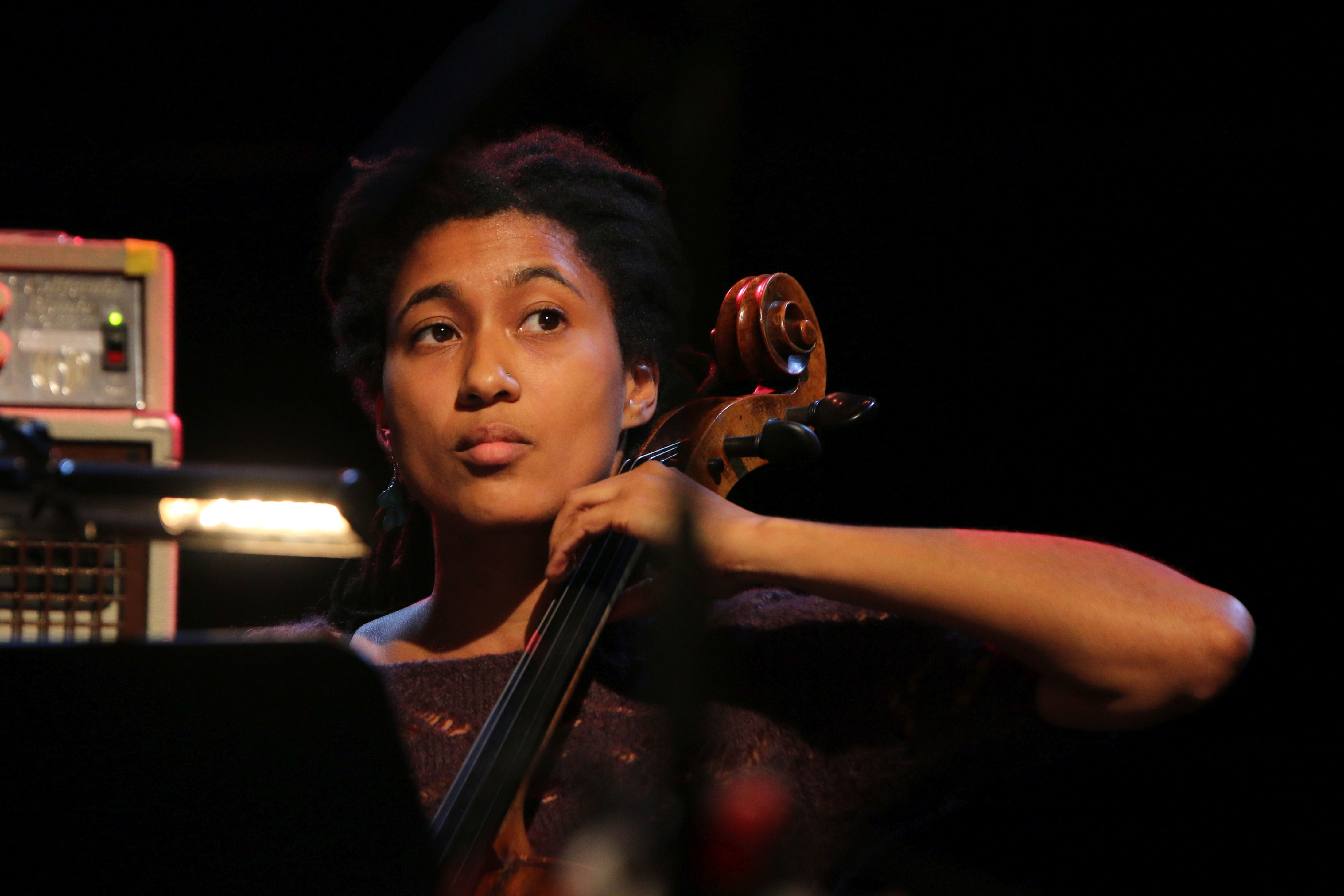
Tomeka Reid (2015)

Tomeka Reid (* 1977 in Washington, D.C.) ist eine US-amerikanische Jazz- und Improvisationsmusikerin.

## Leben und Wirken
Reid studierte klassisches Cello in Maryland (Bachelor, 2000) und an der DePaul University in Chicago (Master, 2002). Sie leitete anschließend acht Jahre das Orchester der University of Chicago’s Lab School. Daneben arbeitete sie seit den 1990er-Jahren in der Jazz- und Improv-Szene der Stadt, u. a. mit Dee Alexander, Mike Reed, Nicole Mitchell, Taylor Ho Bynum und dem AACM Great Black Music Ensemble, mit dem sie 2009 auf dem Umbria Jazz Festival gastierte. 2009 gründete sie mit der Geigerin Mazz Swift und der Bassistin Silvia Bolognesi das Trio Hear In Now; ferner arbeitete sie mit Christoph Erb, Keefe Jackson, Jeb Bishop, Fred Lonberg-Holm und Makaya McCraven (Universal Beings, 2018). Des Weiteren leitet sie ein eigenes Bandprojekt, zu dem Jason Roebke, Tomas Fujiwara und Mary Halvorson gehören und mit dem sie u. a. 2014 auf dem Chicago Jazz Festival auftrat. Bei den Donaueschinger Musiktagen 2022 trat sie im Trio mit der Bratschistin Melanie Dyer und dem Gitarristen Joe Morris auf.
Im Bereich des Jazz war Reid zwischen 1999 und 2023 an 86 Aufnahmesessions beteiligt. 2016 wurde sie für die JJA-Awards nominiert. Sie ist Mitglied der Jazzformation Art Ensemble of Chicago (We Are on the Edge: A 50th Anniversary Celebration, 2019 und The Sixth Decade: From Paris to Paris, 2023). Zu hören ist sie u. a. auch auf Taylor Ho Bynums Enter the Plustet (2016), Junius Pauls Ism (2019), Kahil El’Zabars America the Beautiful (2020), EarthSeed von Nicole Mitchell & Lisa E. Harris, Mary LaRoses Eric-Dolphy-Hommage Out Here (2021), Myra Melfords For the Love of Fire and Water (2022), Ingrid Laubrocks The Last Quiet Place (2023) und auf Rob Mazureks Album Color Systems (2024). Mit dem Hemphill Stringtet legte sie 2025 das Album Plays the Music of Julius Hemphill vor.
Reid verfügt über eine stupende Technik und hat entscheidend dazu beigetragen, dass das Cello heute in Jazz und Improvisierter Musik (wieder) beachtet wird.

## Preise und Auszeichnungen
Seit dem 19. Dezember 2021 wirkt Reid für ein Jahr als Improviser in Residence in Moers. 2022 erhielt sie den Herb Alpert Award in Arts und eine MacArthur Fellowship.

## Diskographische Hinweise
- Mike Reed: The Speed of Change (2008)
- Mazz Swift/Tomeka Reid/Silvia Bolognesi: Hear in Now (Rudi Records, 2011)
- Denis Fournier: Watershed (RogueArt, 2012)
- Hear In Now: Not Living in Fear (International Anthem, 2017), mit Silvia Bolognesi, Mazz Swift
- Tomeka Reid/Filippo Monico: The Mouser (Relative Pitch Records, 2018)
- Tomeka Reid / Kyoko Kitamura / Taylor Ho Bynum / Joe Morris: Geometry of Caves (Relative Pitch, 2018)
- Tomeka Reid Quartet: Old New (Cuneiform Records, 2019)
- Artifacts: …And Then There’s This (2021), mit Nicole Mitchell, Mike Reed
- Dave Rempis, Tomeka Reid & Joshua Abrams: Allium (2022)
- Tomas Fujiwaras 7 Poets Trio: Pith (Out of Your Head, 2023)
- Angelika Niescier / Tomeka Reid / Savannah Harris: Beyond Dragons (Intakt, 2023)
- Myra Melford Fire and Water Quintet: Hear the Light Singing (RogueArt, 2023)
- Tomeka Reid, Isidora Edwards, Elisabeth Coudoux: Reid/Edwards/Coudoux (Relative Pitch Records, 2024)
- 3+3 (Cuneiform, 2024)
- Reid, Kitamura, Bynum & Morris: Geometry of Phenomena (2024)